# エッカート・モークリー賞
エッカート・モークリー賞(Eckert–Mauchly Award) は、デジタルシステム、コンピュータ・アーキテクチャの貢献者に授与される賞である。 
コンピュータ・アーキテクチャのコミュニティの最も権威のある賞として知られている。
1943年から1946年にかけて、最初の大規模な電子計算機ENIACの設計と作成に協力したジョン・プレスパー・エッカートとジョン・モークリーにちなみ、1979年に創設された。
コンピューターとデジタルシステムアーキテクチャの分野で顕著な貢献があった者へ、Association for Computing Machinery (ACM)とIEEE Computer Societyから、賞金5,000ドルとともに贈られる。

## 受賞者
- 1979年 ロバート・S・バートン（英語版）
- 1980年 モーリス・ウィルクス
- 1981年 ウェズリー・A・クラーク（英語版）
- 1982年 ゴードン・ベル
- 1983年 トム・キルバーン
- 1984年 ジャック・デニス（英語版）
- 1985年 ジョン・コック
- 1986年 ハーベイ・クラゴン（英語版）
- 1987年 ジーン・アムダール
- 1988年 ダニエル・シェヴィオレク（英語版）
- 1989年 シーモア・クレイ
- 1990年 ケン・バッチャー（英語版）
- 1991年 バートン・スミス（英語版）
- 1992年 マイケル・J・フリン（英語版）
- 1993年 デヴィッド・クック（英語版）
- 1994年 ジェームス・E・ソーントン（ドイツ語版）
- 1995年 ジョン・クロウフォード
- 1996年 エール・パット（英語版）
- 1997年 ロバート・トマスロ（英語版）
- 1998年 渡辺貞
- 1999年 ジェームズ・E・スミス（英語版）
- 2000年 エドワード・S・デイビッドソン（英語版）
- 2001年 ジョン・ヘネシー
- 2002年 ボブ・ラウ（英語版）
- 2003年 ジョシュ・フィッシャー（英語版）
- 2004年 フレデリック・ブルックス
- 2005年 ボブ・コルウェル（英語版）
- 2006年 ジェームズ・H・ポメリーン（英語版）
- 2007年 マテオ・ヴァレロ（英語版）
- 2008年 デイビッド・パターソン
- 2009年 ジョエル・エマー（英語版）
- 2010年 ビル・ダリー
- 2011年 グリンダ・S・ソヒ（ドイツ語版）
- 2012年 Algirdas Antanas Avižienis
- 2013年 ジェームズ・R・グッドマン（英語版）
- 2014年 トレバー・マッジ（ドイツ語版）
- 2015年 ノーマン・ジュッピ（英語版）
- 2016年 Uri C. Weiser
- 2017年 チャック・サッカー
- 2018年 スーザン・J・エガース（英語版）
- 2019年 マーク・D・ヒル（英語版）
- 2020年 Luiz André Barroso
- 2021年 Margaret Martonosi
- 2022年 Mark Horowitz
- 2023年 Kunle Olukotun
- 2024年 Wen-Mei Hwu
- 2025年 André Seznec